# Filles du Divin Sauveur
Les Filles du Divin Sauveur (en latin: Institutum Filiarum Divini Salvatoris) forment une congrégation religieuse féminine de droit pontifical dont le but est l'enseignement et l'approfondissement de la foi chrétienne par le moyen de retraites spirituelles.
Fondée au tournant du XIXe siècle en Argentine par sainte María Antonia de Paz y Figueroa l'institut reçut son decretum laudis en 1933.

## Historique
Le 7 avril 1795, María Antonia de Paz y Figueroa fonde avec des compagnes (des beatae) une maison de retraites spirituelles à Buenos Aires sous le nom de Santa Casa de Ejercicios Espirituales (sainte maison des exercices spirituels) pour promouvoir les exercices spirituels selon la méthode de saint Ignace de Loyola. 
Longtemps après la mort de 'Mama Antula' (María Antonia de Paz y Figueroa), en 1860, Mariano José de Escalada (es),  l'archevêque de Buenos Aires, donne une première règle de vie à la communauté. En 1878, son successeur, León Federico Aneiros (es) reconnait la communauté comme 'congrégation religieuse' avec vœux. 
En 1895 - avec les nouveaux statuts -les sœurs adoptent le nom de 'Filles du divin Sauveur'.
L'institut reçoit le 'décret de louange' le 19 mai 1933 et ses constitutions religieuses sont définitivement approuvées par le Saint-Siège le 26 janvier 1942.

## Activité et diffusion
Les religieuses se consacrent à la promotion des retraite spirituelles, particulièrement suivant les 'Exercices spirituels' de saint Ignace de Loyola,  mais aussi par radio, enseignement religieux de tous niveaux, missions rurales, enseignement, aide aux plus nécessiteux.
En 2017, la congrégation comptait 13 religieuses dans 10 maisons. La maison-mère est à Buenos Aires.